# Bassin amazonien
Le bassin amazonien est la région de l'Amérique du Sud traversée par le fleuve Amazone et ses affluents.

## Géographie
La forêt humide sud-américaine d'Amazonie (42 % situés au Brésil), la plus grande au monde, était à l'origine couverte par plus de 7 000 000 km2 de forêt tropicale dense. Durant des siècles, celle-ci a protégé le secteur et les animaux qui y vivaient. Mais au cours des 30 dernières années le gouvernement brésilien a transformé l'Amazonie en sites de production et en colonies, en sponsorisant la construction de routes et de villages et autorisant le développement d'entreprises agro-industrielles et industrielles.

## Population
L'Amazonie n'est guère peuplée. On trouve quelques villes le long des rives de l'Amazone et des villages dispersés à l'intérieur des terres, mais la plupart de ses habitants vivent dans les villes. La forêt a été défrichée à certains endroits pour faire de la place à des plantations et des estancias (sorte de ranchs ou ranchos), qui constituent l'utilisation la plus répandue des clairières et autres zones déboisées. Certains des habitants récoltent le latex (hévéa) qui y pousse à l'état sauvage, ainsi que la noix du Brésil.
Bien qu'une portion significative du bassin amazonien ait été défriché, la plus grande partie de la forêt humide reste relativement peu dérangée par les humains. L'Amazoniecomporte de nombreuses zones de conservation naturelle, ainsi et de nombreux territoires indigènes : les ethnies amérindiennes, comme les Kayapos, les Yanomamis, les Bororos... y vivent sous des statuts de protection qui varient selon l'ethnie et les risques qu'elle encourt.

## Faune et flore
On ne connait pas encore toutes les formes de vie animales et végétales présentes en Amazonie du fait de ses territoires extrêmement peu explorés. On ignore aussi combien d'espèces de poissons vivent dans le fleuve.

## Hydrologie du bassin de l'Amazone

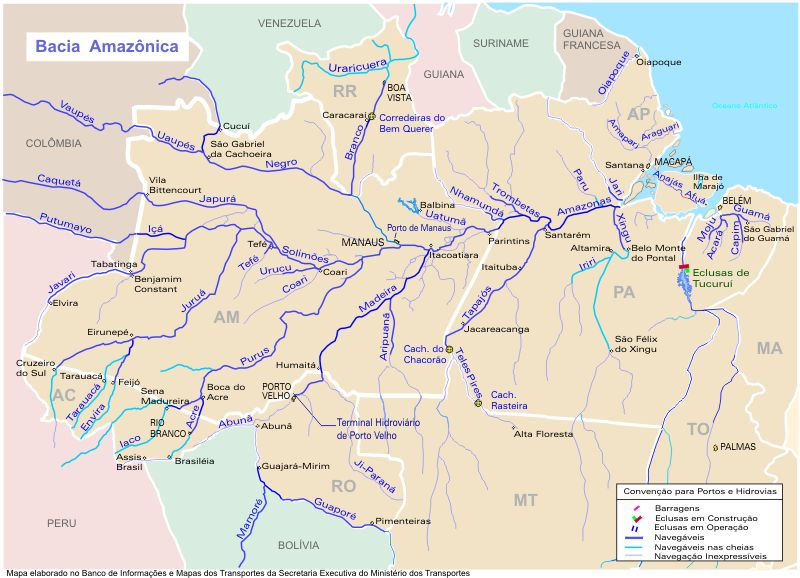
Carte du réseau navigable du bassin amazonien.

### Superficie et écoulement
La superficie exacte du bassin de l'Amazone n'est pas connue avec précision, car une partie des eaux de l'Orénoque supérieur (au Venezuela) passe par le canal du Casiquiare et vient alimenter le Rio Negro, affluent majeur de l'Amazone. Or il est impossible de relier ce débit à une superficie précise. Il n'est donc possible que de l'évaluer.
Les eaux du bassin du Rio Tocantins sont exclues des chiffres suivants, étant donné que ce fleuve n'est pas ou plus un affluent de l'Amazone, leurs eaux ne se mêlant jamais.
Les données de la FAO précisent assez bien, pays par pays, les superficies correspondant au bassin du grand fleuve (sauf pour le Venezuela pour les raisons exposées ci-dessus). Dans le tableau suivant, la septième colonne intitulée "Écoulement" indique le nombre de litres qui s'écoulent chaque seconde d'un kilomètre carré de la zone du bassin. Comme il y a 31 536 000 secondes par année non bissextile, il est aisé de calculer le débit annuel apporté par la portion en question du bassin, débit partiel contribuant à la formation du débit amazonien total.
Ce tableau reprend comme telles les données fournies par la FAO, à l'exclusion d'autres sources, plus les données estimées (Venezuela) - peu importantes quantitativement - mais nécessaires pour achever les calculs.
| Pays      | Superficie du bassin du fleuve (km2) | Précipitations annuelles (km3/an) | Idem en mm    | Écoulement annuel (km3/an) | Idem en mm | Écoulement (L/km2/s) | Remarques   |
| --------- | ------------------------------------ | --------------------------------- | ------------- | -------------------------- | ---------- | -------------------- | ----------- |
| Brésil    | 3 935 000                            | 8 735,7                           |               | 3 784,4                    |            | 30,8                 |             |
| Colombie  | 343 000                              |                                   | 2 550 à 3 500 | 694,0                      |            |                      |             |
| Équateur  | 139 634                              |                                   | 3 006         |                            | 2 256      |                      |             |
| Pérou     | 956 751                              |                                   |               | 1 577,0                    |            |                      |             |
| Bolivie   | 887 990                              |                                   |               | 252,0                      |            |                      |             |
| Venezuela | 40 000                               |                                   | 2 300         |                            | 1 300      |                      | Estimations |
| Total     | 6 312 375                            |                                   |               |                            |            |                      |             |

Notes :
- les estimations concernant le Venezuela sont très modérées, la zone du Haut Orénoque et du canal du Casiquiare étant la plus arrosée du pays, ce qui se comprend facilement étant donné la très basse latitude et l'altitude élevée de ces régions ;

- on appelle RHIR les ressources hydriques internes renouvelables. Les quantités "RHIR" correspondent exactement aux quantités affichées dans la cinquième colonne, à partir du moment où les ressources souterraines ne sont pas prises en compte dans les quantités RHIR, ce qui est le cas ici. En effet les quantités affichées dans cette colonne correspondent aux masses d'eau produites par les précipitations sur l'étendue de la zone (exprimée en colonne 1), et ne s'étant ni évaporées ni infiltrées dans le sol, mais se retrouvant dans les cours d'eau.

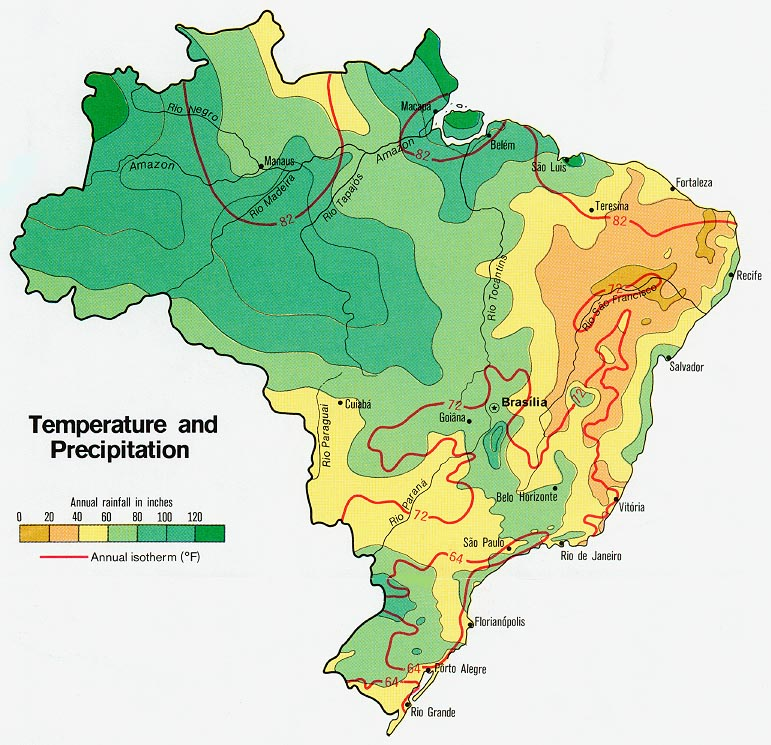
Carte des températures (exprimées en °F) et précipitations [en pouces (un pouce = 25,4 mm)] au Brésil.

### Sources utilisées
- Site Aquastat de la FAO (en français, espagnol et anglais, hélas un peu mélangés)
- Profil hydrique par pays - site également de la FAO (en anglais)
- Idem - choix du pays latino américain à consulter. (en anglais)

### Calcul du débit
Grâce à ces données incomplètes, les seules fournies par la FAO, nous sommes en mesure de calculer précisément le débit total de l'Amazone, sans verser dans l'à peu près exagéré. 
Comme on peut le constater, chaque pays a au moins une donnée en colonne cinq ou six du tableau 1, correspondant toutes les deux à l'écoulement calculé dans chacun d'entre eux. Il nous suffit donc de convertir l'une dans l'autre pour obtenir le débit du pays en kilomètres cubes, et de là le débit par seconde, qui additionnés donnent le débit total de l'Amazone.
| Pays      | Superficie du bassin du fleuve (km2) | Précipitations annuelles km3/an) | Idem en mm    | Écoulement annuel km3/an) | Idem en mm | Écoulement (L/km2/s) | Débit (m3/s) |
| --------- | ------------------------------------ | -------------------------------- | ------------- | ------------------------- | ---------- | -------------------- | ------------ |
| Brésil    | 3 935 000                            | 8 735,7                          |               | 3 784,4                   |            | 30,8                 | 120 003      |
| Colombie  | 343 000                              |                                  | 2 550 à 3 500 | 694,0                     |            |                      | 22 007       |
| Équateur  | 139 634                              |                                  | 3 006         | 315,0                     | 2 256      |                      | 9 989        |
| Pérou     | 956 751                              |                                  |               | 1 577,0                   |            |                      | 50 006       |
| Bolivie   | 887 990                              |                                  |               | 252,0                     |            |                      | 7 991        |
| Venezuela | 40 000                               |                                  | 2 300         | 52,0                      | 1 300      |                      | 1 649        |
| Total     | 6 312 375                            |                                  |               | 6 674,4                   |            |                      | 203 530      |

### Les débits observés à Óbidos
Le débit du fleuve a été observé pendant 69 ans (1928-1996) à Óbidos, ville de l'État brésilien du Pará située à 537 km de son embouchure dans l'Océan Atlantique. 
À Óbidos, le débit annuel moyen ou module observé sur cette période était de 176 177 m3/s pour une surface drainée de 4 640 300 km2, soit 79,27 % du bassin versant total qui compte quelque 5 853 804 km2. En effet, la surface étudiée ne comprend notamment ni les importants bassins de droite du rio Tapajós et du rio Xingu, ni les plus petits bassins de gauche tel celui du Rio Jari, étant donné que le confluent de ces rivières se trouve en aval de la ville d'Óbidos.
La lame d'eau écoulée dans l'ensemble de la surface étudiée atteint le chiffre de 1 197 millimètres par an. C'est plus de trois fois plus que pour le bassin du fleuve Congo, second fleuve du monde pour son débit et dont la lame d'eau écoulée mesurée à Kinshasa — c'est-à-dire pour la quasi-totalité du bassin —, ne s'élève qu'à 359 millimètres par an.